# Luiz Felipe do Nascimento dos Santos
Luiz Felipe Nascimento dos Santos (Tubarão, 9 settembre 1993) è un calciatore brasiliano, difensore del Goiás in prestito dal Santos.

## Caratteristiche tecniche
È un difensore centrale.

## Carriera
Cresciuto nelle giovanili del Caxias, ha esordito in prima squadra il 6 ottobre 2012 in occasione del match del Campeonato Brasileiro Série C vinto 1-0 contro il Vila Nova.

## Statistiche

### Presenze e reti nei club
Statistiche aggiornate al 10 ottobre 2023.
| Stagione        | Squadra         | Campionato      | Campionato | Campionato | Coppe nazionali | Coppe nazionali | Coppe nazionali | Coppe continentali | Coppe continentali | Coppe continentali | Altre coppe | Altre coppe | Altre coppe | Totale | Totale | Totale |
| Stagione        | Squadra         | Comp            | Pres       | Reti       | Comp            | Pres            | Reti            | Comp               | Pres               | Reti               | Comp        | Pres        | Reti        | Pres   | Reti   |        |
| --------------- | --------------- | --------------- | ---------- | ---------- | --------------- | --------------- | --------------- | ------------------ | ------------------ | ------------------ | ----------- | ----------- | ----------- | ------ | ------ | ------ |
| 2012            | Caxias          | PD/RS+C         | 0+1        | 0          | CB              | 0               | 0               |                    | -                  | -                  | FGF         | 8           | 0           | 8      | 0      |        |
| 2013            | Caxias          | PD/RS+C         | 12+4       | 0          | CB              | 2               | 0               |                    | -                  | -                  |             | -           | -           | 18     | 0      |        |
| Totale Caias    | Totale Caias    | Totale Caias    | 17         | 0          |                 | 2               | 0               |                    | -                  | -                  |             | 8           | 0           | 27     | 0      |        |
| 2014            | Duque de Caxias | A/RJ+C          | 5+0        | 0          | CB              | 1               | 0               |                    | -                  | -                  |             | -           | -           | 6      | 0      |        |
| 2014            | FC Cascavel     | A2/PR           | 7          | 0          | CB              | 0               | 0               |                    | -                  | -                  |             | -           | -           | 7      | 0      |        |
| 2015            | Paraná          | A1/PR+B         | 10+28      | 0          | CB              | 1               | 0               |                    | -                  | -                  |             | -           | -           | 39     | 0      |        |
| 2016            | Paraná          | A1/PR+B         | 4+0        | 2          | CB              | 0               | 0               |                    | -                  | -                  |             | -           | -           | 4      | 2      |        |
| Totale Paraná   | Totale Paraná   | Totale Paraná   | 42         | 2          |                 | 1               | 0               |                    | -                  | -                  |             | -           | -           | 43     | 2      |        |
| 2016            | Santos          | A1/SP+A         | 2+26       | 0+1        | CB              | 9               | 1               |                    | -                  | -                  |             | -           | -           | 37     | 2      |        |
| 2017            | Santos          | A1/SP+A         | 0+8        | 0          | CB              | 0               | 0               | CL                 | 0                  | 0                  |             | -           | -           | 8      | 0      |        |
| 2018            | Santos          | A1/SP+A         | 6+13       | 0          | CB              | 2               | 0               | CL                 | 0                  | 0                  |             | -           | -           | 21     | 0      |        |
| 2019            | Santos          | A1/SP+A         | 10+8       | 1+0        | CB              | 2               | 1               | CS                 | 0                  | 0                  |             | -           | -           | 20     | 2      |        |
| 2020            | Santos          | A1/SP+A         | 7+13       | 0          | CB              | 2               | 0               | CL                 | 3                  | 0                  |             | -           | -           | 25     | 0      |        |
| 2021            | Santos          | A1/SP+A         | 4+23       | 0          | CB              | 4               | 0               | CL+CS              | 1+4                | 0                  |             | -           | -           | 36     | 0      |        |
| 2022            | Santos          | A1/SP+A         | 2+13       | 0+1        | CB              | 1               | 0               | CS                 | 2                  | 0                  |             | -           | -           | 18     | 1      |        |
| 2023            | Santos          | A1/SP+A         | 0+1        | 0          | CB              | 0               | 0               | CS                 | 2                  | 0                  |             | -           | -           | 3      | 0      |        |
| Totale Santos   | Totale Santos   | Totale Santos   | 136        | 3          |                 | 20              | 2               |                    | 12                 | 0                  |             | -           | -           | 168    | 5      |        |
| 2023            | Atl. Goianiense | B               | 9          | 0          | CB              | 0               | 0               |                    | -                  | -                  |             | -           | -           | 9      | 0      |        |
| Totale carriera | Totale carriera | Totale carriera | 209        | 5          |                 | 24              | 2               |                    | 13                 | 0                  |             | -           | -           | 246    | 7      |        |

## Palmarès

### Club

#### Competizioni statali
- Campionato paulista: 1

Santos: 2016